# Shemp Howard

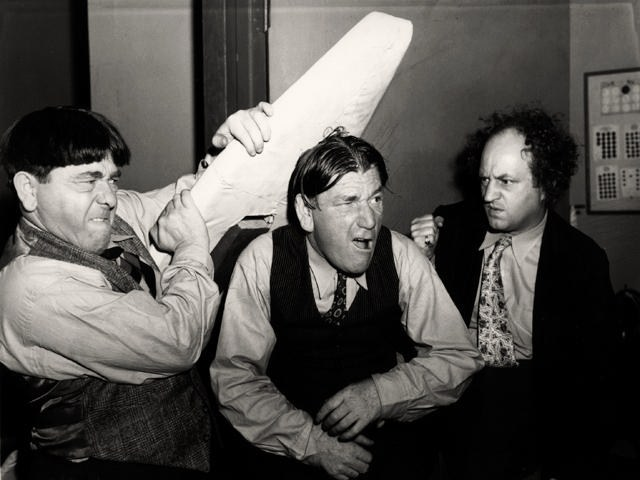
Sing a Song of Six Pants (1947)

Samuel Horwitz (Brooklyn, Nueva York, 11 de marzo de 1895-Los Ángeles, California, 22 de noviembre de 1955), conocido profesionalmente como Shemp Howard, fue un actor y uno de los grandes humoristas estadounidenses, estrella de cine de los años 30 a 50, y conocido especialmente por su trabajo en la serie de cortos de los Tres Chiflados. Fue el miembro más veterano de los Tres Chiflados.
Falleció de un ataque cardíaco a los sesenta años de edad.

## Biografía

### Niñez y adolescencia
Shemp, al igual que sus hermanos Moe y Curly, nació en Brooklyn, Nueva York, el 11 de marzo de 1895. Su nombre de pila de Shmuel, fue anglizado al de Samuel, como era de costumbre en aquella época. Sus padre fueron Solomon Gorovitz (1872-1943) y Jennie Marie Goldsmith (1870-1939), judíos levitas procedentes de Lituania que también tuvieron que adaptar su apellido a la fonética inglesa de Horwitz al entrar en contacto con la oficina de migración de los Estados Unidos cuando desembarcaron en ese país muchos años antes. Tuvo 2 hermanos mayores, Irving (1891-1939) y Jacob Benjamin (Jack, 1893-1976), y 2 hermanos menores, Moses Harry (Moe, 1897-1975) y Jerome Lester (Curly, 1903-1952). 
Según recordaba Moe en su autobiografía, de chico Shemp era muy travieso y su pasatiempo favorito era llenar de ropa toda la casa. En su adolescencia cambió radicalmente, haciéndose una persona más seria.
Los amigos de la familia ya le pronosticaban un futuro actoral, a pesar de que a Shemp no le caía bien la idea. Más tarde era difícil verlo separado de Moe, ya sea trabajando en pequeñas tareas o divirtiéndose juntos, hasta que se dieron cuenta de que lo único importante para ellos era el teatro. Luego, la historia conocida. No importaba la situación, Shemp siempre estaba calmo y tranquilo.
Tenía unas cuantas fobias, como temor a las alturas, conducir o ser conducido en un auto y temor a los perros y al agua. Moe contaba la vez que Shemp insistía en que se estaba mareando y solo estaba parado en el muelle de pesca. En viajes de presentaciones personales a través de todo el país, dondequiera que fueran, los Tres Chiflados siempre viajaron en tren debido a la paranoia de Shemp; fue imposible subirlo a un avión.
Irma Leveton (amiga de Helen Howard, esposa de Moe) recordaba el miedo de Shemp a los perros, aunque él tenía uno de su propiedad, un collie llamado Wags. Como Leveton decía: «Solía caminar en la calle con un palo en su mano para protegerse. Si alguna vez un perro se le hubiera puesto cerca, seguramente se hubiera desmayado. No había forma que él golpeara a un perro. No hubiera podido matar una mosca. Es difícil de creer que un hombre con una cara como ésa -lucía como un asesino- era todo un caballero».
Usó su apariencia casera sin arreglar para causar un efecto cómico, a menudo murmurando grotescamente o llevando el cabello despeinado, cayendo sobre su rostro. Con esa caracterización, se hizo un truco publicitario como “El Hombre Más Feo en Hollywood”. Al respecto, Shemp explicó en una entrevista: «Soy horrible». 
El 25 de septiembre de 1925, a la edad de 30 años, se casó con Gertrude Babe Frank (de 28 años), una amiga de la ciudad. Tuvieron 1 hijo: Morton (1926-1972), quien moriría de cáncer a los 45 años de edad.

### El negocio del espectáculo
Moe ingresó al mundo de los negocios desde muy joven, tanto para actuaciones en vivo como en películas. En la década de los veinte, ingresó al espectáculo como estrella junto con Ted Healy. Un día en que su hermano Shemp se encontraba entre el público, lo llamó al escenario e improvisó unos diálogos. Luego de eso, fue parte del espectáculo, usualmente conocido como Ted Healy y sus Chiflados. En el show, Healy cantaba y contaba chistes mientras sus tres ruidosos Chiflados (ya incorporado Larry Fine) se atravesaban en sus rutinas. 
Shemp, sin embargo, no toleró mucho tiempo el carácter abusivo físico y verbal de Healy así como su afición al alcohol, así que solo filmó una película bajo su sombra (la primera de los Tres Chiflados), Soup to Nuts.
Healy fue siempre la mayor atracción del acto, y su salario se correspondía con eso. No obstante, sus Chiflados a veces estuvieron en desacuerdo con el manejo de las finanzas y contratos. Cansado de Healy, Shemp inicia en 1932 una brillante carrera en solitario.

### Carrera en solitario
Shemp Howard, al igual que muchos otros actores neoyorquinos de la época, encontró trabajo en el estudio Vitaphone en Brooklyn. Originalmente interpretó pequeños roles en las comedias de Roscoe Arbuckle, mostrando una apariencia torpe, hasta obtener papeles cada vez más importantes.
Allí fue presentado a los cómicos Jack Haley, Ben Blue, y Gus Shy, y luego coprotagonizó un papel junto con Harry Gribbon, Daphne Pollard, y Johnnie Berkes, hasta finalmente estelarizar su propio espacio cómico. Raras veces se apegó al libreto, y sus improvisaciones y diálogos incidentales se convirtieron en su marca registrada cuando actuaba.
Fuera de Vitaphone, lideró sin éxito su propio grupo de stooges o chiflados en el musical de Van Beuren para el corto de comedia de la RKO The Knife of the Party. De todos modos, la carrera de Shemp fue muy exitosa. Entre sus papeles en solitario más recordados figuran el que hizo junto con W. C. Fields, desempeñando el rol de barman en la película de 1940 The Bank Dick, y los que hizo junto con el equipo de comedia de Abbott y Costello.
Otras comedias destacadas son Art Trouble, junto con un principiante James Stewart, apariciones cómicas en musicales de clase B de Universal a inicios de la década de los 40, como Strictly in the Groove, How's About It? Moonlight and Cactus, y San Antonio Rose, donde formó parte de un singular dúo cómico junto con Lon Chaney Jr. Finalmente, hizo equipo junto con los comediantes Billy Gilbert y Maxie Rosenbloom para tres comedias clase B presentadas en el período 1944-1945.
Sus roles dramáticos fueron escasos, aunque destaca sobre todo su participación en el drama Convention Girl (1935), como un matón chantajista, y su papel de sastre en Pittsburgh (1942), junto con John Wayne.

### Los Tres Chiflados (1947-1956)
Desde 1938, Shemp apareció con frecuencia en distintas comedias de Columbia como coprotagonista, con artistas como Andy Clyde, The Glove Slingers, El Brendel y Tom Kennedy. Howard tuvo su propia serie en 1944 y se encontraba trabajando en ella justo cuando su hermano menor Curly tuvo su primer derrame cerebral, en 1946.
A partir de allí, empezó a reemplazarlo en los cortos de los Tres Chiflados, inicialmente en forma temporal, y luego en forma definitiva cuando se dieron cuenta de que Curly nunca volvería a la actuación. Previamente, ya había sido parte del show en algunas giras de presentaciones en vivo en 1945, ante la enfermedad de su hermano.
Shemp apareció junto con Moe y su compañero Larry Fine en setenta y tres cortos de dieciséis minutos cada uno, más la película Gold Raiders (1951) y sin contar cuatro cortos reciclados, que se editaron póstumamente. 
Sufrió de un derrame cerebral leve en noviembre de 1952 (el mismo año en que murió Curly), sin que le causara un efecto notable en sus restantes apariciones en los filmes del trío (para esa época eran frecuentes las escenas recicladas de cortos anteriores para bajar costos). Algunos aficionados, sin embargo, lo notaron débil, pálido e incluso desorientado. 
Le encantaba ver deportes, cuanto más agresivos mejor, quizás para descargar sus miedos y tensiones. También llenaba su tiempo libre yendo a pescar, asistiendo a las peleas de boxeo y escuchando la música de Cole Porter. Richard Arlen, Andy Devine y Horace MacMahon eran sus actores favoritos, Patsy Kelly su actriz favorita y Fred Allen su elección para comediante de radio. Su comedia favorita de los Tres Chiflados era Fright Night (1947), su primera comedia con ellos y la cual, coincidentemente, tenía que ver con el boxeo. Más que un digno reemplazante de Curly, Shemp era un ídolo por sí solo.

### Muerte

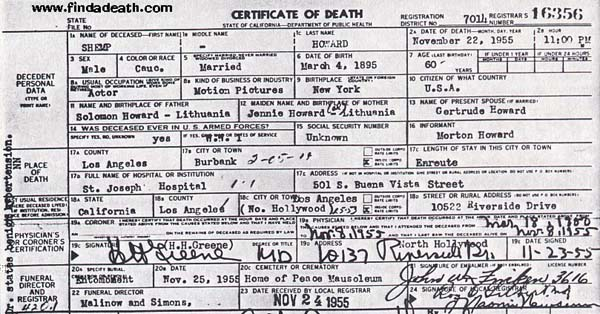
Certificado de defunción de Shemp Howard

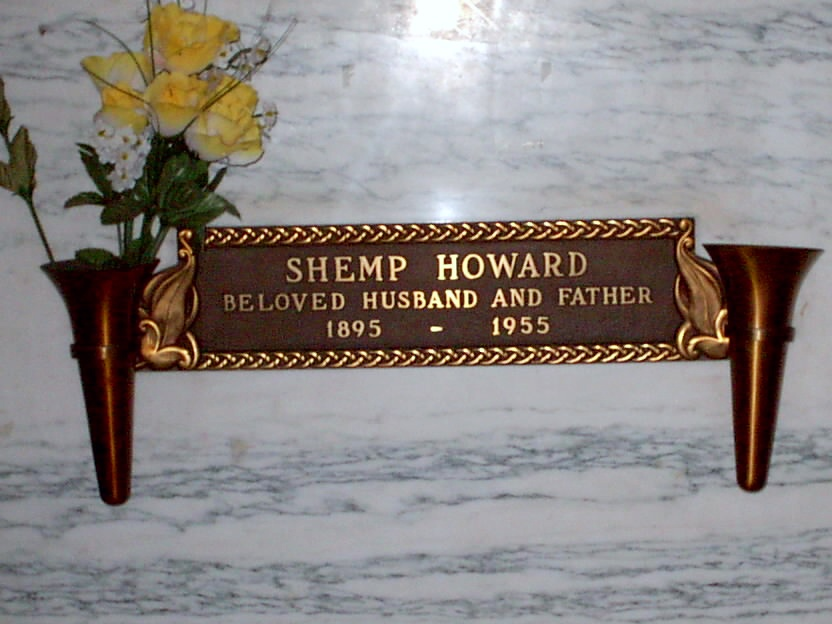
Tumba de Shemp Howard

El 22 de noviembre de 1955, luego de asistir al Hollywood Legion Stadium a ver boxeo, Shemp subió a un taxi, encendió un cigarro, se puso a bromear y súbitamente se desplomó sobre el regazo de su amigo Al Winston: había muerto de un ataque fulminante al corazón a los 60 años de edad.
Una curiosa contradicción aparece en la autobiografía de Moe, que indica que murió el 23 de noviembre de 1955 y muchas referencias apuntan esa misma fecha.
Como fecha oficialmente aceptada y presente en el certificado de defunción, Shemp murió en el condado de Los Ángeles, el martes 22 de noviembre de 1955, a las 11:35 p. m. Fue sepultado en el Home of Peace Cemetery en East Los Angeles.

### El falso Shemp
La muerte repentina de Shemp causó toda una confusión a los productores de Columbia Pictures, en una época en la que los contratos con los artistas eran abusivos y exigían situaciones imposibles o insólitas. Los Tres Chiflados lo sufrieron en muchas ocasiones, incluso cuando debieron actuar junto con un Curly notoriamente enfermo e incapaz de realizar una actuación digna.
En el año 1956, Columbia había prometido una exhibición de ocho cortos de los Tres Chiflados. Pero solo se habían filmado cuatro hasta la muerte de Shemp. Para remediarlo, el director Jules White manufacturó cuatro películas más, reciclando viejas escenas filmadas y reinsertándolas con la ayuda de un doble que se haría pasar por el fallecido comediante.
Para ello recurrieron a un actor que ya había representado papeles de soporte en la serie, llamado Joe Palma. Palma aparece de espaldas, de costado u ocultando su cara, ajustando los encuadres de la cámara y los movimientos para que resultara lo más natural posible. La voz incluso era doblada con antiguas grabaciones. El falso Shemp simplemente aparecía y desaparecía del argumento.
Las películas con este truco fueron mediocres, basadas en otras clásicas y con un libreto sumamente flojo. Por ese motivo, los admiradores las califican de segunda categoría: Rumpus in the Harem, copia prestada de Malice in the Palace; Hot Stuff, versión de Fuelin' Around; Scheming Schemers, copia de Vagabond Loafers, y Commotion on the Ocean, rehecha a partir de Dunked in the Deep. 
La mejor historia de las cuatro y la que se hizo técnicamente más elaborada fue Scheming Schemers, que combinó nuevas escenas con otras viejas recicladas de tres cortos anteriores: A Plumbing We Will Go, Half-Wits Holiday, y Vagabond Loafers. Scheming Schemers es un corto de quince minutos de duración, que muestra a los protagonistas interpretando a tres plomeros, que son convocados para una reparación en el sótano una elegante mansión, en la cual hay al mismo tiempo una importante reunión social en la planta alta. La decisión fue centralizar el argumento en Moe y en Larry, quienes, además de llegar solos a la mansión sin que Shemp los acompañara, permanecían juntos mientras Shemp se iba a otro sector a trabajar por su cuenta (sin que quedara claro cómo había llegado). Moe y Larry, juntos por su lado, provocan tal caos en su intento de reparar la falla de agua, que finalmente terminan enfrascados en una guerra de pastelazos contra los anfitriones e invitados a la fiesta, con un Shemp totalmente ausente. Finalizado el altercado, Moe y Larry se miran y dicen: «Pero, ¿y Shemp?», y la secuencia final muestra a un Shemp completamente empapado, atrapado por una especie de cómica e inofensiva jaula hecha por él mismo con unas cañerías. Aunque el resultado final fue aceptable, no hubo forma de disimular el hecho de que las dos escenas empalmadas pertenecían a jornadas diferentes, con diferente iluminación y posiblemente con diferentes tecnologías (la toma de la jaula había sido grabada siete años antes, en el filme Vagabond Loafers).

### El sustituto elegido
Moe Howard les propuso a los productores de Columbia Pictures continuar con el programa como los Dos Chiflados junto con Larry, algo que el dueño del estudio, Harry Cohn, rechazó por completo.
Técnicamente, Howard no tenía un derecho legal sobre el uso del nombre y del trabajo que realizaban en general, pero tenía la última palabra con respecto a la elección del tercer Chiflado, cuando se decidió a incorporar a un actor de Columbia, que ya tenía un espacio cómico propio.
Con esa situación, en enero de 1956, los Tres Chiflados incluyeron al comediante Joe Besser para reemplazar a Shemp. Sin embargo y para algunos, con Besser y su característico humor blanco e ingenuo el trío nunca hizo una verdadera química para el tipo de humor violento y exagerado (slapstick) que era habitual ver en ellos. No obstante, Joe estuvo más que gustoso en formar parte del grupo, solo tenía cierto resquemor a la violencia excesiva, y participó de la comedia física desde el primer minuto. 
Los cortos fueron cancelados definitivamente con solo 16 filmados con Besser y apenas 2 años con dicha formación, hasta finalizar el 20 de diciembre de 1957, cuando cerraron el departamento de comedias que realizaba los cortos. Los que estaban terminados se estrenaron durante todo el año siguiente y parte de 1959.

## Filmografía

### Largometrajes, cortos y TV
- 1929: Fox Movietone Newsreel (él mismo)
- 1930: Soup to Nuts (bombero)
- 1933: Salt Water Daffy (Wilbur, un cleptómano)
- 1933: Close Relations (primo Mole)
- 1933: Paul Revere Jr. (mozo de cuadra)
- 1933; Gobs of Fun (cliente de nightclub)
- 1933: In the Dough (Bug)
- 1933: Here Comes Flossie (Ezry)
- 1934: How'd Ya Like That? (marinero)
- 1934: Henry the Ache (Artie, uno de los lacayos del Rey Henry)
- 1934: The Wrong Wrong Trail (paciente)
- 1934: Mushrooms (Thorndyke)
- 1934: The Knife of the Party (Shemp, líder de los Chiflados)
- 1934: Everybody Likes Music (Shemp)
- 1934: Pugs and Kisses (Dopey Traynor)

- 1934: Very Close Veins (borracho congelado)
- 1934: Pure Feud (Clem McCarthy)
- 1934: Corn on the Cop (Reginald, vagabundo)
- 1934: I Scream (secuaz de Moran)
- 1934: Rambling 'Round Radio Row # 7 (Series 2 # 1) (representante de escritor de canciones)
- 1934: Art Trouble (Shemp, estudiante de arte)
- 1934: My Mummy's Arms (Kenneth)
- 1934: Daredevil O'Dare (promotor de circo)
- 1934: Smoked Hams (Henry Howard)
- 1934: So You Won't T-T-T-Talk (Henry)
- 1934: Dizzy and Daffy (Lefty Howard)
- 1934: A Peach of a Pair (Shemp Butler)
- 1935: His First Flame (Smokey Moe)
- 1935: Convention Girl (Dan Higgins)
- 1935: Why Pay Rent? (Henry)
- 1935: Serves You Right (Johnny Spivens)
- 1935: On the Wagon (Henry)
- 1935: The Officer's Mess (Gus Doaks)
- 1936: While the Cat's Away (Henry)
- 1936: For the Love of Pete (Knobby Walsh)
- 1936: Absorbing Junior (Henry, el esposo)
- 1936: Here's Howe (Knobby Walsh)
- 1936: Punch and Beauty (Knobby Walsh)
- 1936: The Choke's on You (Knobby Walsh)
- 1936: The Blonde Bomber (Knobby Walsh)
- 1937: Kick Me Again (Knobby Walsh)
- 1937: Taking the Count (Knobby Walsh)
- 1937: Hollywood Round-Up (Oscar Bush)
- 1937: Headin' East (Windy Wylie)
- 1938: Not Guilty Enough (cuñado de Andy Clyde)
- 1938: Home on the Rage (cuñado de Andy Clyde)
- 1939: Behind Prison Gates (presidiario encargado de servir el comedor)
- 1939: Another Thin Man (Wacky)
- 1939: The Glove Slingers (tío Pat Patrick, mánager de boxeo)
- 1940: Money Squawks (Shemp)
- 1940: The Lone Wolf Meets a Lady (Joe, un carterista)
- 1940: Boobs in the Woods (Gus)
- 1940: Millionaires in Prison (profesor)
- 1940: Pleased to Mitt You (Pat Patrick)
- 1940: The Leather Pushers (Sailor McNeill)
- 1940: The Bank Dick (Joe Guelpe, barman)
- 1940: Murder Over New York (Shorty McCoy, el Carnarsie Kid)
- 1940: Give Us Wings (Buzz)
- 1940: The Invisible Woman (Hammerhead Frankie)
- 1941: Lucky Devils (carterista)
- 1941: Six Lessons from Madame La Zonga (Gabby)
- 1941: Buck Privates (cocinero)
- 1941: Meet the Chump (Stinky Fink)
- 1941: Road Show (Moe Parker)
- 1941: Mr. Dynamite (Abdullah)
- 1941: The Flame of New Orleans (mesero del Oyster Bed Cafe)
- 1941: News of the Day Vol. 12 # 272 (cliente)
- 1941: Too Many Blondes (Ambrose Tripp, hotelero)
- 1941: In the Navy (Dizzy)
- 1941: Tight Shoes (Okay)
- 1941: San Antonio Rose (Benny the Bounce)
- 1941: Hit the Road (Dingbat)
- 1941: Cracked Nuts (Eddie/Ivan)
- 1941: Hold That Ghost (despachante de tragos y helado)
- 1941: Appointment for Love (hombre en la calle)
- 1941: Hoosier Boy Makes Good (utilero)
- 1941: Hellzapoppin' (Louie)
- 1942 Butch Minds the Baby (Squinty Sweeny)
- 1942: Mississippi Gambler (Milton Davis, taxista)
- 1942: The Strange Case of Dr. Rx (sargento detective Sweeney)
- 1942: Private Buckaroo (sargento Muggsy Snavel)
- 1942: Strictly in the Groove (Pops)
- 1942: Pittsburgh (Shorty, el sastre)
- 1942: Arabian Nights (Sinbad)
- 1943: How's About It? (Alf)
- 1943: It Ain't Hay (Umbrella Sam)
- 1943: Keep 'Em Slugging (Binky)
- 1943: Crazy House (Mumbo)
- 1944: 3 of a Kind (Shemp Howard)
- 1944: Pick a Peck of Plumbers (Elmer)
- 1944: Moonlight and Cactus (Punchy Carter)
- 1944: Strange Affair (chófer de lavadero)
- 1944: Open Season for Saps (Woodcock Q. Strinker)
- 1944: Crazy Knights (Shemp Howard)
- 1945: Off Again, on Again (novio suicida)
- 1945: Trouble Chasers (Shemp Howard)
- 1945: Where the Pest Begins (Shemp Howard)
- 1945: A Hit with a Miss (Rameses, boxeador)
- 1946: The Gentleman Misbehaves (Marty)
- 1946: Mr. Noisy (Noisy, el espectador molesto)
- 1946: Jiggers, My Wife (Woodcock Woody J. Strinker)
- 1946: One Exciting Week (Marvin Lewis)
- 1946: Dangerous Business (Monk)
- 1946: Society Mugs (Shemp)
- 1946: Blondie Knows Best (Jim Gray)
- 1947: Bride and Gloom (Shemp)
- 1949: Africa Screams (Gunner)
- 1949: Jerks of All Trades (TV) (Shemp)
- 1951: Gold Raiders (Shemp)
- 1956: Columbia Laff Hour (compilación de cortos) (Shemp)

### Cortos con los Tres Chiflados
- 1947: Fright Night (Shemp)
- 1947: Out West (Shemp)
- 1947: Hold That Lion! (Shemp)
- 1947: Brideless Groom (Prof. Shemp Howard, no el primo Basil)
- 1947: Sing a Song of Six Pants (Shemp)
- 1947: All Gummed Up (Shemp)
- 1948: Shivering Sherlocks (Shemp)
- 1948: Pardon My Clutch (Shemp)
- 1948: Squareheads of the Round Table (Shemp)
- 1948: Fiddlers Three (Shemp)
- 1948: The Hot Scots (McShemp)
- 1948: Heavenly Daze (Shemp)
- 1948: I'm a Monkey's Uncle (Shemp)
- 1948: Mummies Dummies (Shemp)
- 1948: Crime on Their Hands (Shemp)
- 1949: The Ghost Talks (Shemp)
- 1949: Who Done It? (Shemp)
- 1949: Hokus Pokus (Shemp)
- 1949: Fuelin' Around (Shemp)
- 1949: Malice in the Palace (Shemp)
- 1949: Vagabond Loafers (Shemp)
- 1949: Dunked in the Deep (Shemp)
- 1950: Punchy Cowpunchers (Shemp)
- 1950: Hugs and Mugs (Shemp)
- 1950: Dopey Dicks (Shemp)
- 1950: Love at First Bite (Shemp)
- 1950: Self Made Maids (Shemp/Shempetta/Junior)
- 1950: Three Hams on Rye (Shemp)
- 1950: Studio Stoops (Shemp)
- 1950: Slaphappy Sleuths (Shemp)
- 1950: A Snitch in Time (Shemp)
- 1951: Three Arabian Nuts (Shemp)
- 1951: Baby Sitters Jitters (Shemp)
- 1951: Don't Throw That Knife (Shemp)
- 1951: Scrambled Brains (Shemp)
- 1951: Merry Mavericks (Shemp)
- 1951: The Tooth Will Out (Shemp)
- 1951: Hula-La-La (Shemp)
- 1951: Pest Man Wins (Shemp)
- 1952: A Missed Fortune (Shemp)
- 1952: Listen, Judge (Shemp)
- 1952: Corny Casanovas (Shemp)
- 1952: He Cooked His Goose (Shemp)
- 1952: Gents in a Jam (Shemp)
- 1952: Three Dark Horses (Shemp)
- 1952: Cuckoo on a Choo Choo (Shemp)
- 1953: Up in Daisy's Penthouse (Shemp/Papá Howard)
- 1953: Booty and the Beast (Shemp)
- 1953: Loose Loot (Shemp)
- 1953: Tricky Dicks (Shemp)
- 1953: Spooks! (Shemp)
- 1953: Pardon My Backfire (Shemp)
- 1953: Rip, Sew and Stitch (Shemp)
- 1953: Bubble Trouble (Shemp)
- 1953: Goof on the Roof (Shemp)
- 1954: Income Tax Sappy (Shemp)
- 1954: Musty Musketeers (Shemp)
- 1954: Pals and Gals (Shemp)
- 1954: Knutzy Knights (Shemp)
- 1954: Shot in the Frontier (Shemp)
- 1954: Scotched in Scotland (McShemp)
- 1955: Fling in the Ring (Shemp)
- 1955: Of Cash and Hash (Shemp)
- 1955: Gypped in the Penthouse (Shemp)
- 1955: Bedlam in Paradise (Shemp)
- 1955: Stone Age Romeos (Shemp)
- 1955: Wham-Bam-Slam! (Shemp)
- 1955: Hot Ice (Shemp)
- 1955: Blunder Boys (Shemp)
- 1956: Husbands Beware (Shemp)
- 1956: Creeps (Shemp/Shemp Jr.)
- 1956: Flagpole Jitters (Shemp)
- 1956: For Crimin' Out Loud (Shemp)
- 1956: Rumpus in the Harem (Shemp)
- 1956: Hot Stuff (Shemp)
- 1956: Scheming Schemers (Shemp)
- 1956: Commotion on the Ocean (Shemp)

## Libros recomendados
- Moe Howard and the Three Stooges; by Moe Howard , (Citadel Press, 1977).
- The Columbia Comedy Shorts; by Ted Okuda with Edward Watz , (McFarland, 1986).
- The Complete Three Stooges: The Official Filmography and Three Stooges Companion; by Jon Solomon , (Comedy III Productions, Inc., 2002).
- The Three Stooges Scrapbook; by Jeff Lenburg, Joan Howard Maurer, Greg Lenburg (Citadel Press, 1994).
- The Three Stooges: An Illustrated History, From Amalgamated Morons to American Icons; by Michael Fleming (Broadway Publishing, 1999).
- One Fine Stooge: A Frizzy Life in Pictures; by Steve Cox and Jim Terry , (Cumberland House Publishing, 2006).